# Pitcairnia altensteinii
Pitcairnia altensteinii es una especie del género Pitcairnia originaria de Venezuela distribuida por el Estado Aragua.

## Cultivares
- Pitcairnia 'Maroni'

## Taxonomía
Pitcairnia altensteinii fue descrita por (Beer) Baker y publicado en Flore des Serres et des Jardins de l'Europe 2: t. 162. 1846.
Etimología
Pitcairnia: nombre genérico otorgado en honor del Dr. William Pitcairn, físico y jardinero inglés (1711-1791).
altensteinii: epíteto otorgado en honor del Baron von Stein zum Altenstein. 
Sinonimia
- Hepetis altensteinii (Link, Klotzsch & Otto) Mez
- Hepetis altensteinii var. gigantea (Hook.) Mez
- Lamproconus altensteinii (Link, Klotzsch & Otto) Lem.
- Lamproconus giganteus (Hook.) Lem.
- Neumannia altensteinii (Link, Klotzsch & Otto) Griseb.
- Phlomostachys altensteinii (Link, Klotzsch & Otto) Beer
- Phlomostachys altensteinii var. gigantea (Hook.) Beer
- Phlomostachys gigantea (Hook.) K.Koch
- Pitcairnia altensteinii var. altensteinii
- Pitcairnia altensteinii var. gigantea (Hook.) K.Koch
- Pitcairnia altensteinii var. minor L.B.Sm.
- Pitcairnia rhodostachys Hassk.
- Pitcairnia undulatifolia Hook.
- Puya altensteinii Link, Klotzsch & Otto
- Puya altensteinii var. gigantea Hook.
- Puya macrostachya A.Dietr.[4][5]